# Inklings

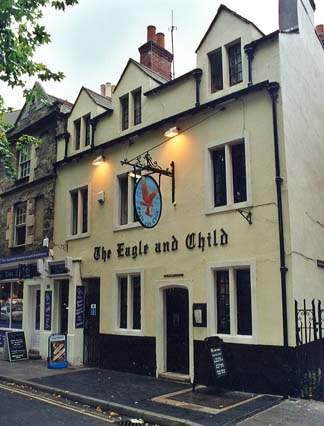
Hospoda The Eagle and Child (běžně známá jako the Bird and Baby) v Oxfordu, kde se Inklings setkávali v úterý večer

Inklings (v překladu tušitelé, inkousťata) byla neoficiální literární skupina spojená s Univerzitou v Oxfordu. Existovala od 30. do 60. let 20. století. Jejími členy byli hlavně J. R. R. Tolkien, C. S. Lewis, Owen Barfield, Charles Williams, Christopher Tolkien (syn J. R. R. Tolkiena), Warren Lewis (starší bratr C. S. Lewise), Roger Lancelyn Green, Adam Fox, Hugo Dyson, Robert Havard, J. A. W. Bennett, lord David Cecil, a Nevill Coghill, z nichž mnoho bylo vysokoškolskými profesory na Oxfordu. Na setkání méně často chodili Percy Bates, Charles Leslie Wrenn, Colin Hardie, James Dundas-Grant, John Wain, R. B. McCallum, Gervase Mathew, a C. E. Stevens. Inklings také navštívil spisovatel Eric Rücker Eddison na pozvání C. S. Lewise.
Členové Inklings byli literární nadšenci, kteří povzbuzovali psaní fantasy. V několika pracích členů byly výrazně odráženy křesťanské hodnoty, ale někteří členové byli ateisté. „Náležitě řečeno,“ napsal Waren Lewis, „Inklings není ani klub, ani literární společnost, přestože má povahu obou. Nejsou žádná pravidla, funkcionáři, programy nebo oficiální volby.“ Jak bylo v té době obvyklé pro literární univerzitní spolky, členové Inklings byli všichni muži (Dorothy L. Sayers, přítelkyně Lewise a Williamse, je někdy považována za členku, ale nikdy nenavštívila jejich setkání).
Hlavním námětem setkání bylo čtení nedokončených děl členů a diskuse o nich. Tolkienův Pán prstenů, Lewisovi Návštěvníci z mlčící planety nebo Williamsův Předvečer Všech svatých byly čtené nejprve v Inklings. Tolkienův The Notion Club Papers, součást posmrtně vydaného románu Sauron Defeated (9. knihy Historie Středozemě), byl inspirován právě Inklings.
Setkání přesto nebyla vážná, členové se bavili soutěží, v níž šlo o to, kdo vydrží nejdéle číst nahlas prózu Amandy McKittrick Rosové (autorka milostných románů, typických pro bombastický a přeplácaný styl, pokládaná za jednu z nejhorších anglicky píšících spisovatelek) s vážnou tváří.

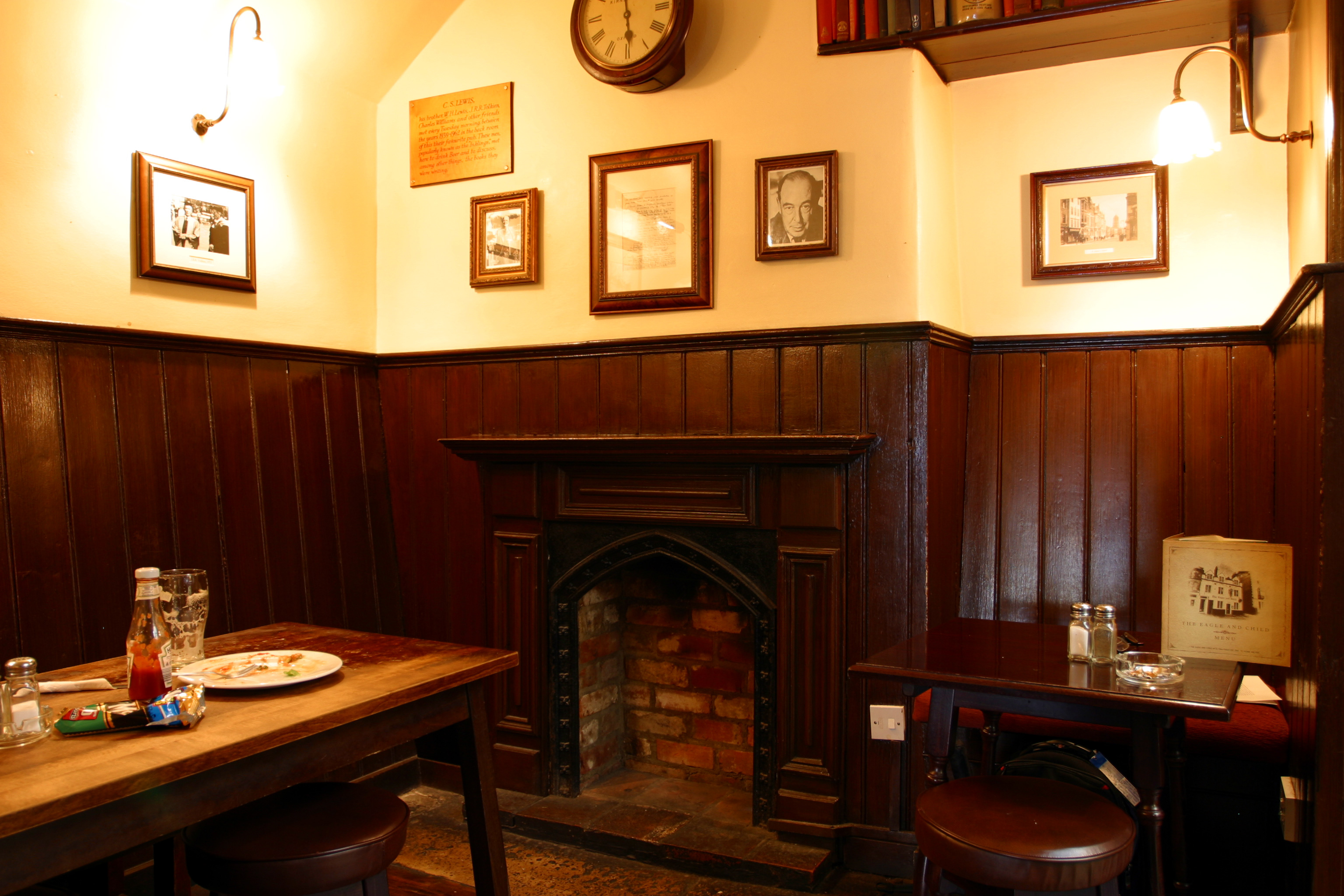
Roh hospody, kde se setkávali. Nyní je tam malá výstavka o Inklings

Do roku 1949 se schůzky Inklings konaly ve čtvrtek večer na koleji u C. S. Lewise, nebo také v místní hospodě The Eagle and Child (lidově známé jako The Bird and Baby, nebo jednoduše The Bird), ale nečetli zde své rukopisy. Později se setkání konala v hospodě The Lamb and Flag na druhé straně ulice a v počátcích také v jiných hospodách, ale The Eagle and Child měla prestiž.
Jméno bylo původně spjato s klubem na univerzitní koleji, založené studentem Edwardem Tangyem Leanem v roce 1931 za účelem čtení nedokončených děl nahlas. Klub sestával ze studentů a profesorů (včetně Tolkiena a Lewise). Když Lean v roce 1933 opustil Oxford, klub se rozpadl a jeho jméno bylo převedeno Tolkienem a Lewisem na jejich literární skupinu.
Po Inklings je pojmenována Společnost Inklings v Cáchách a jejich ročenka Inklings Jahrbuch für Literatur und Ästhetik vydávaná od roku 1983. V ročence jsou vědecké články a recenze týkající se členů Inklings a fantasy literatury.
Tři členové Inklings (J. R. R. Tolkien, C. S. Lewis a Charles Williams) se objevili v románu Indigový drak od Jamese A. Owena.
Sedmi britským spisovatelům včetně 4 členů Inklings a Dorothy L. Sayers je věnováno Marion E. Wade Center ve Wheaton College, Illinois (USA). Celkově má Wade Center kolem 11 000 svazků včetně prvních vydání a kritických děl. Další majetek spisovatelů Owena Barfielda, G. K. Chestertona, C. S. Lewise, George MacDonalda, Dorothy L. Sayersové, J. R. R. Tolkiena a Charlese Williamse, jež vlastní Wade Center, obsahuje dopisy, rukopisy, audio a video pásky, obrázky, fotografie, diplomové práce, časopisy a související materiál.